# Metropolitan Open
O Metropolitan Open é um torneio de golfe, organizado pela Associação Metropolitana de Golfe, que abrange a cidade de Nova Iorque e seus subúrbios e distritos vizinhos no norte de Nova Jérsei e no sudoeste de Connecticut. O torneio tem sido disputado anualmente desde 1905 e é o segundo mais antigo torneio de golfe "aberto" dos Estados Unidos, depois do U.S Open. Integrou o calendário do PGA Tour entre 1960 e 1940. Foi, na verdade, um dos principais torneios nessa época. O campeão de 2009 foi Andrew Giuliani, filho do ex-prefeito de Nova Iorque, Rudy Giuliani.

## Campeões
- 2022 Ryan Siegler
- 2021 Andrew Svoboda
- 2020 Luke Sample(amador)
- 2019 Matt Dobyns
- 2018 Andrew Svoboda
- 2017 Josh Rackley
- 2016 Mark Brown
- 2015 Ben Polland
- 2014 Grant Sturgeon
- 2013 Mark Brown
- 2012 Danny Balin
- 2011 Tyler Hall
- 2010 Bob Rittberger
- 2009 Andrew Giuliani
- 2008 Mark Mielke
- 2007 Frank Bensel
- 2006 John Guyton
- 2005 John Stoltz (amador)
- 2004 Rick Hartmann
- 2003 Andrew Svoboda (amador)
- 2002 Johnson Wagner
- 2001 Johnson Wagner (amador)
- 2000 Michael Gilmore
- 1999 Mark Brown
- 1998 Rick Hartmann
- 1997 Mike Burke Jr.
- 1996 Bruce Zabriski
- 1995 Darrell Kestner
- 1994 Charlie Cowell
- 1993 Bruce Zabriski
- 1992 Mark Mielke
- 1991 Mike Diffley
- 1990 Larry Rentz
- 1989 Bobby Heins
- 1988 Bobby Heins
- 1987 Jim McGovern (amador)
- 1986 David Glenz
- 1985 George Zahringer (amador)
- 1984 Jim Albus
- 1983 Darrell Kestner
- 1982 Darrell Kestner
- 1981 Kelley Moser
- 1980 George Bullock
- 1979 Bill Britton
- 1978 David Glenz
- 1977 Martin Bohen
- 1976 Martin Bohen
- 1975 Carlton White
- 1974 Bob Bruno
- 1973 Peter Davison
- 1972 Don Massengale
- 1971 Ron Letellier
- 1970 Jim Albus
- 1969 Jimmy Wright
- 1968 Jerry Pittman
- 1967 Jerry Courville Sr. (amador)
- 1966 Tom Nieporte
- 1965 Jerry Pittman
- 1964 Jack Patroni
- 1963 Wes Ellis
- 1962 Miller Barber
- 1961 Wes Ellis
- 1960 Al Mengert
- 1959 Jim Turnesa
- 1958 Bob Watson
- 1957 Wes Ellis
- 1956 Doug Ford
- 1955 Art Doering
- 1954 Otto Greiner
- 1953 Pete Cooper
- 1952 Chet Sanok (amador)
- 1951 Claude Harmon
- 1950 George Stuhler
- 1949 Jack Burke, Jr.
- 1941–48 O torneio não foi realizado por causa da Segunda Guerra Mundial
- 1940 Craig Wood
- 1939 Henry Picard
- 1938 Jimmy Hines
- 1937 Jimmy Hines
- 1936 Byron Nelson
- 1935 Henry Picard
- 1934 Paul Runyan
- 1933 Willie Macfarlane
- 1932 Olin Dutra
- 1931 Macdonald Smith
- 1930 Willie Macfarlane
- 1929 Bill Mehlhorn
- 1928 Tommy Armour
- 1927 Johnny Farrell
- 1926 Macdonald Smith
- 1925 Gene Sarazen
- 1924 Mike Brady
- 1923 Bob MacDonald[1]
- 1922 Marty O'Loughlin
- 1921 Bob MacDonald[2]
- 1920 Walter Hagen
- 1919 Walter Hagen
- 1917–18 O torneio não foi realizado por causa da Primeira Guerra Mundial
- 1916 Walter Hagen
- 1915 Gilbert Nicholls
- 1914 Macdonald Smith
- 1913 Alex Smith
- 1912 Tom McNamara[3]
- 1911 Gilbert Nicholls
- 1910 Alex Smith
- 1909 Alex Smith
- 1908 Jack Hobens
- 1907 Não houve torneio
- 1906 George Low
- 1905 Alex Smith